# Apodiscus chevalieri
Apodiscus chevalieri är en emblikaväxtart som beskrevs av John Hutchinson. Apodiscus chevalieri ingår i släktet Apodiscus och familjen emblikaväxter. Inga underarter finns listade i Catalogue of Life.